# Awer Mabil
Awer Bul Mabil, född 15 september 1995 i Kakuma, Kenya, är en sydsudanesisk-australisk fotbollsspelare som spelar för Cádiz och Australiens landslag.

## Uppväxt
Mabil föddes i Kakuma i nordvästra Kenya till sydsudanesiska föräldrar. Han och hans familj bodde i ett flyktingläger i Kakuma fram till 2006 då de flyttade till Australien.

## Klubbkarriär
Inför säsongen 2022/2023 värvades Mabil av spanska Cádiz, där han skrev på ett fyraårskontrakt.

## Landslagskarriär
Mabil debuterade för Australiens landslag den 15 oktober 2018 i en träningslandskamp mot Kuwait.